# Ewelina Ptak
Ewelina Gankowska, z domu Klocek, promo voto Ptak (ur. 20 marca 1987 w Trzebnicy) – polska lekkoatletka, sprinterka. Absolwentka psychologii Uniwersytetu Wrocławskiego oraz Akademii Wojsk Lądowych.

## Kariera
Zawodniczka WKS Śląsk Wrocław. Brązowa medalistka mistrzostw świata juniorów (Pekin 2006) w biegu na 200 metrów. Brązowa medalistka młodzieżowych mistrzostw Europy (Debreczyn 2007) w sztafecie 4 × 100 metrów. Brązowa medalistka Światowych Igrzysk Wojskowych (Hajdarabad 2007) w biegu na 200 m (23.73). Akademicka wicemistrzyni świata z Belgradu (2009) w sztafecie 4 × 100 m (43,96). Czwarta w PŚ w sztafecie (2006). Trzecia zawodniczka Halowego Pucharu Świata Wojskowych z Aten (2009) w biegu na 60 metrów (7,39). Podwójna srebrna medalistka młodzieżowych mistrzostw Europy (Kowno 2009 – bieg na 200 m z rezultatem 23,07 oraz sztafeta 4 × 100 m z czasem 43,90). Srebrna medalistka światowych igrzysk sportowych (2011 – sztafeta 4 × 100 metrów, czas 44,35) i mistrzostw Europy wojskowych (2013 - sztafeta 4 x 100 metrów, czas 44,81). Brązowa medalistka Letniej Uniwersjady (Kazań 2013 - sztafeta 4 x 100m). 9 na Igrzyskach Olimpijskich w Londynie - sztafeta 4 x 100m. Czwarta na Halowych Mistrzostwach Świata w Sopocie 2014 w sztafecie 4 x 400m. Srebrna medalistka Halowych Mistrzostw Świata w Portland (2016) w sztafecie 4 x 400m. 4 w sztafecie 4 x 400m na Mistrzostwach Europy w Amsterdamie (2016). Rekordy życiowe: 100 m – 11,45 (2010), 200 m – 23,07 (2009), 400m- 52,24 (2016). Mistrzyni Polski w biegu na 200 m (2008, 2015). Finalistka IO 2008 w Pekinie w sztafecie 4 × 100 m. Uczestniczka LIO 2016 w Rio de Janeiro – była w składzie kadry na sztafetę 4 x 400m, jednak ostatecznie nie pobiegła ani w eliminacjach, ani w finale.
Jest oficerem Wojska Polskiego. Po zakończeniu kariery zawodniczej, została szkoleniowcem.

## Odznaczenia
- Wojskowa Odznaka Sprawności Fizycznej (wz. 2012)
- Odznaka absolwenta AWL Wrocław – 2018[6]